# كاميلي جونز
كاميلي جونز (بالدنماركية: Camille Jones)‏ هي مغنية مؤلفة ومغنية دنماركية، ولدت في 19 أكتوبر 1974 في كوبنهاغن في الدنمارك.

## وصلات خارجية
- الموقع الرسمي
- كاميلي جونز على موقع IMDb (الإنجليزية)
- كاميلي جونز على موقع ميوزك برينز (الإنجليزية)
- كاميلي جونز على موقع أول ميوزيك (الإنجليزية)
- كاميلي جونز على موقع أول ميوزيك (الإنجليزية)
- كاميلي جونز على موقع ديسكوغز (الإنجليزية)